# Colegio Ave María San Isidro
El Colegio Ave María San Isidro es un centro educativo de la ciudad de Granada, comunidad autónoma de 
Andalucía, España. Ubicada en el barrio del Cercado Bajo de Cartuja, en el Distrito Beiro, y que pertenece al patronato de las Escuelas del Ave María fundado por el sacerdote burgalés Andrés Manjón.
El origen del centro se enclava dentro de las colonias educativas creadas por Pedro Manjón, sobrino y sucesor del canónigo sacromontano, quien fraguó el proyecto originalmente a finales de los años treinta y principios de los cuarenta en las proximidades de los Jardines del Triunfo para asentarse, definitivamente en 1946, en su actual ubicación, entre la nueva plaza de toros y las instalaciones militares del Acuartelamiento Cervantes.

## Historia
La expansión del proyecto educativo de Andrés Manjón llevó desde finales del siglo XIX a la creación de distintos colegios a lo largo de la ciudad para atender a las necesidades educativas de la población granadina del momento. Entre las colonias creadas estuvo la impulsada por el sobrino del fundador, Pedro Manjón, quien inició la constitución de unas nuevas escuelas en las proximidades del antiguo Convento de san Juan Bautista, de padres capuchinos, de Granada, junto a la desaparecida Plaza de toros del Triunfo.
El terreno sobre el que se asentó la nueva colonia era propiedad de la Pía Sociedad de San Francisco de Sales quien reclamó aquellas dependencias como suyas por lo que la escuela avemariana cierra sus puertas al finalizar el curso académico de 1946-1947. Mientras se dirimió la disputa sobre la tenencia de los suelos, donde intervino el arzobispo Balbino Santos, Manjón consiguió reubicar la colonia escolar a un solar situado en uno de los nuevos ensanches de la ciudad: el barrio de San Isidro, próximo a la ermita del mismo nombre y la plaza de toros de Granada.
El 28 de noviembre de 1946 se dio inicio a la construcción del centro, poniéndose las primeras piedras de los pabellones destinados a aulas. Una primera fase que se completaría con "la capilla, salón de actos, academia de música, piscina y campo de deportes". En 1947 se daban por concluidas algunas de las obras y que proseguirían a lo largo de 1948 con la construcción de la capilla, finalizada y bendecida el 12 de diciembre de se mismo año por el prelado granadino.

## Instalaciones
El Colegio Ave María San Isidro cuenta con patio central en torno al cual se articulan los distintos módulos de edificios: la capilla y el salón de actos, los pabellones de Educación Infantil, de Educación Primaria y Educación Secundaria. Asimismo, cuenta con tres patios de recreo y pistas deportivas donde se encuentra un pabellón destinado a usos deportivos e instalaciones complementarias como la cocina y el comedor.

## Oferta académica
- Educación Infantil.
- Educación Primaria.
- Educación Secundaria.

## Proyectos educativos

### Atención a la diversidad
Dentro de las exigencias educativas de la Junta de Andalucía, el centro San Isidro ha participado en distintas propuestas de mejora a la atención de las necesidades educativas especiales, como las del alumnado con altas capacidades intelectuales.

### Escuela de Mecenas
En colaboración con la Universidad de Granada, el centro ha impulsado proyectos destinados a recuperar la imagen y el conocimiento del patrimonio cultural de la ciudad y de la propia universidad. Así, por ejemplo, se trazó un programa destinado a mostrar algunas dependencias de la institución universitaria como la actual sede del rectorado, el que fuera Hospital Real de Granada, obra de Enrique Egas y promovida por los Reyes Católicos.

### Semana cultural
Con motivo de la celebración del Día del Libro, el centro del Ave María San Isidro ha impulsado iniciativas culturales relacionadas con el ámbito de la literatura, la cultura y las humanidades. Una iniciativa que ha contado con distintas actividades cada año y que, desde 2021, ha incorporado la celebración de una competición académica, las conocidas como Olimpiadas Humanísticas. Un proyecto de excelencia educativa destinada a atender al alumnado de altas capacidades y de alto rendimiento académico en las materias relacionadas con el campo de las Humanidades; es decir, Lengua y Literatura, Inglés, Francés, Geografía e Historia, Religión, Educación en Valores, Educación Visual y Plástica y Música.